# Tobiasz
Tobiasz – imię pochodzenia hebrajskiego, od wyrażenia tobijjahu oznaczającego „Bóg jest dobry”.
W Polsce notowane już w średniowieczu jako Tobijasz, Tobija.
Obce formy:
- Tobias (łac.)
- Tobias, Toby, Tobiah (ang.)
- Tobias (ogólnie przyj. forma)
- Tobie (fr.)
- Tobia (wł.)
- Tovij, Tovija (ros.)
- Tobiáš (czes., słowac.)
- Tobija, Tobijaš, Tovija (połud.-słow.).

## Znane postacie
- młody Tobiasz – postać biblijna
- stary Tobiasz – postać biblijna
- święty Tobiasz – wczesnochrześcijański męczennik i święty
- Tobiasz Bocheński – polski prawnik
- Tobias George Smollett – pisarz szkocki (przed 19 III 1721 – 17 IX 1771)
- Tobias Mayer – niem. kartograf, astronom i fizyk (17 II 1723 – 20 II 1762)
- Tobiasz Morsztyn – burgrabia krakowski, łowczy wielki koronny, dyplomata, rezydent w Danii
- Tobiasz Musielak – polski żużlowiec
- Tobiasz Piątkowski – polski scenarzysta komiksowy
- Toby Alderweireld – belgijski piłkarz

osoby o nazwisku Tobiasz:
- Kacper Tobiasz – polski piłkarz
- Leszek Tobiasz – polski oficer WSI
- Zdzisław Tobiasz – polski aktor

## Imieniny
- 13 czerwca - wspomnienie bohaterów biblijnej Księgi Tobiasza
- 2 listopada - wspomnienie świętego Tobiasza, męczennika